# 里约集团
里約集團（西班牙語：Grupo de Río）是历史上的一个國際組織，成立於1986年12月18日，是拉丁美洲地區負責協調的政治機構，同時也可以代表拉丁美洲國家與世界其他地區或集團進行談判。2011年12月，拉美和加勒比国家共同体成立，里约集团终止运行。